# Родригес Небреда, Хавьер
Хавьер Родригес Небреда (исп. Javier Rodríguez Nebreda; род. 6 марта 1974, Санта-Колома-де-Граменет, Испания), более известный как Хави Родригес (исп. Javi Rodríguez) — испанский игрок в мини-футбол. Бывший капитан клуба «Барселона» и сборной Испании.

## Биография
Хави Родригес начинал свою мини-футбольную карьеру в испанских клубах «Сан-Андреу» и «Индастриас Гарсия», а в 1997 году перешёл в «Плайас де Кастельон». При его участии кастельонский клуб добился наиболее значимых побед в своей истории, дважды став чемпионом Испании и единожды — обладателем национального суперкубка, а также трижды добившись звания сильнейшей команды Европы, победив в последнем розыгрыше Турнира Европейских Чемпионов и двух первых розыгрышах Кубка УЕФА по мини-футболу. С 2007 года Родригес играет в «Барселоне» и является капитаном команды.
В составе сборной Испании по мини-футболу Хави Родригес стал двукратным чемпионом мира и четырёхкратным чемпионом Европы по мини-футболу. На его счету два гола в финале мирового первенства 2000 года, которые и позволили испанцам стать чемпионами. Ныне Хави является капитаном сборной. Также он — рекордсмен сборной и по количеству проведённых матчей, и по количеству забитых мячей.

## Достижения
- Чемпион мира по мини-футболу (2): 2000, 2004
- Серебряный призёр чемпионата мира по мини-футболу (2): 1996, 2008
- Чемпион Европы по мини-футболу (4): 2001, 2005, 2007, 2010
- Кубок УЕФА по мини-футболу (3): 2001/02, 2002/03, 2011/12
- Турнир Европейских Чемпионов по мини-футболу: 2000/01
- Чемпионат Испании по мини-футболу (2): 1999/00, 2000/01
- Обладатель Кубка Испании по мини-футболу 2011
- Обладатель Суперкубка Испании по мини-футболу 2004
- Обладатель Королевского кубка Испании по мини-футболу 2011

Личные:
- Лучший игрок мира в мини-футбол 2005
- Лучший бомбардир Чемпионата Европы по мини-футболу 2010